# Bataille de Boucéel
Chouannerie
Batailles
- Liffré
- 1re Argentré
- Expédition de Quiberon
- (Landévant et Mendon
- Plouharnel
- Quiberon)
- Segré
- 1er Rocher de La Piochais
- La Ceriseraie
- La Cornuaille
- 1re La Croix-Avranchin
- La Vieuville
- Boucéel
- 1re Saint-James
- 2e Rocher de La Piochais
- 2e La Croix-Avranchin
- Auverné
- Andigné
- Croix-Couverte
- Tinchebray
- L'Auberge-neuve
- Locminé
- Saint-Hilaire-des-Landes
- Val de Préaux
- Le Grand-Celland
- 2e Argentré
- Noyant-la-Gravoyère
- La Hennerie
- Saint-Aubin-du-Cormier
- Le Mans
- Nantes
- Saint-Brieuc
- Le Lorey
- Mont-Guéhenno
- La Tour d'Elven
- 2e Saint-James
- Les Tombettes
- Pont du Loc'h

La bataille de Boucéel a lieu le 3 décembre 1795, pendant la Chouannerie. Elle s'achève par la victoire des chouans, qui repoussent l'attaque d'une colonne républicaine au château de Boucéel.

## Prélude
Le déroulement de ce combat est principalement connu par les mémoires de l'officier chouan Toussaint du Breil de Pontbriand. Celui-ci le place à la date du 4 novembre 1795, mais les sources républicaines donnent la date du 12 frimaire an IV (3 décembre 1795),,.
Le 2 décembre 1795, un détachement d'une centaine de républicains de la garnison de Saint-James tombe dans une embuscade au Bois-Rouland,. D'après Pontbriand, la moitié du détachement est tuée au combat et 55 républicains se rendent,. Parmi ces derniers, quatre ou cinq sont fusillés pour avoir « tenu des propos outrageants », 35 rejoignent les rangs des chouans et 16 sont gardés prisonniers,. 
Après le combat, les chouans se portent au château de Boucéel, pour y passer la nuit,. Les 400 hommes d'Aimé Picquet du Boisguy ayant participé à l'embuscade y arrivent les premiers,. Ils sont bientôt rejoints par le reste de la colonne Centre de la division de Fougères, puis, pendant la nuit, par 300 hommes de la colonne normande menée par Marie Eugène Tuffin de La Rouërie,.
Au lever du jour, du Boisguy est informé qu'il est entouré par plusieurs colonnes républicaines,. Au nord, du côté d'Avranches, il apprend que la garnison de cette ville s'est réunie avec celles des communes de Ducey et de Villedieu-les-Poêles pour former un ensemble estimé à 1 000 ou 1 200 hommes, sous les ordres du général Delaunay,,. À l'ouest, la colonne du général Quantin est signalée du côté de Pontorson,. D'après ces informations, ces deux colonnes doivent converger sur Saint-James, à l'est, où une garnison de 200 à 300 hommes est déjà présente,.
Du Boisguy décide alors d'évacuer le lieux avant que sa troupe ne se retrouve enveloppée,. À 7 heures du matin, les chouans quittent le château de Boucéel, mais après avoir fait seulement six cents pas, les éclaireurs signalent la présence d'une troupe républicaine,.
Les chouans pensent alors que le gros des forces républicaines se trouvent au sud-est, du côté de Saint-James et du Boisguy fait déployer sa troupe, estimant qu'il lui est impossible d'éviter le combat,. Tuffin de La Rouërie, Jean Isidore de Saint-Gilles, dit Du Guesclin et Julien Saulcet, dit Duval, sont placés en réserve avec les 300 Normands dans le bois de Mouraine, au sud du château de Boucéel,. Cependant, ces derniers s'aperçoivent que les républicains occupent en fait les abords du château, tout juste évacué par les chouans,. Du Boisguy détache alors quelques compagnies menées par Thomas Renou pour surveiller la route de Saint-James, puis il passe à l'attaque avec le gros de ses troupes,.

## Forces en présence
La colonne républicaine arrivée à Boucéel est celle du général Pierre Quantin,,,. D'après Pontbriand, elle constituée de grenadiers et de chasseurs de l'ex-régiment de Navarre,,,. Dans un mémoire rédigé à Londres en 1796, Tuffin de La Rouërie estime sa force à 1 200 hommes. Elle serait plutôt forte de 600 hommes.
Du côté des chouans, Aimé Picquet du Boisguy est à la tête de la colonne bretonne du Centre et de la colonne normande de Saint-James, toutes deux rattachées à la division de Fougères,,. Pontbriand ne donne pas de chiffres précis sur les effectifs. D'après lui, la colonne normande compte 300 hommes lors du combat de Boucéel, et la colonne Centre était forte de 900 hommes lors du combat de la Vieuville, livré quelques jours plus tôt,. Selon un rapport du district d'Avranches, le nombre des chouans est supérieur à celui des républicains,.

## Déroulement
Lorsque le combat s'engage, les républicains occupent la prairie au sud château de Boucéel,. Le bois de Mouraine se situe sur leur gauche et le château sur leur droite,. Placé face au château, du Boisguy fait filer discrètement ses hommes le long des fossés de la prairie afin de former un demi-cercle autour des républicains,. Subitement, les chouans ouvrent le feu, « presque à bout portant »,. Surpris, les républicains reculent et se refugient derrière un autre fossé,. Les combattants, désormais embusqués, soutiennent ensuite une fusillade sans s'infliger beaucoup de pertes de part et d'autre,. 
Redoutant que le combat ne traîne en longueur et craignant l'arrivée en renfort de la colonne d'Avranches, du Boisguy prend la tête de la colonne normande, alors gardée en réserve, et attaque les républicains de flanc,. Sans s'arrêter de tirer, les Normands franchissent le fossé et se retrouvent au milieu des républicains,. Désorganisés et bientôt assaillis de tous côtés, ces derniers prennent la fuite après une courte résistance et se dispersent,. Quelques détachement venus à leurs secours sont entraînés dans la déroute,. Quant à la colonne du général Delaunay, elle ne sort d'Avranches qu'après la fin des combats,, à 2 heures de l'après-midi, ou bien pendant la nuit.
Le 15 nivôse an IV (5 janvier 1796), les administrateurs du district d'Avranches font brièvement état de la défaite républicaine dans un courrier adressé à la députation du département de la Manche et aux représentants en mission.

## Pertes
Selon Pontbriand les chouans ont huit hommes tués et 18 blessés, tandis que les républicains laissent 300 morts sur le champ de bataille. D'après lui, les républicains perdent « peu de monde pendant l'action » et subissent l'essentiel des pertes dans leur déroute, qui s'effectue dans un grand désordre.
Dans son mémoire, Marie Eugène Tuffin de La Rouërie écrit brièvement que « sur la route de Saint-James à Pontorson, un rassemblement de 1 200 républicains fut battu avec perte de 150 hommes ».
Les républicains avouent quant à eux une perte d'environ 50 tués et plusieurs prisonniers pour l'ensemble des combats de Bois-Rouland, de Boucéel et de Saint-James, livrés du 2 au 4 décembre,. D'après Pontbriand, les républicains ont environ 50 morts et 55 prisonniers au Bois-Rouland, 300 tués à Boucéel et quelques tués et environ 100 prisonniers à Saint-James.

## Suites
Après ce combat, du Boisguy fait libérer les 16 soldats républicains pris au Bois-Rouland, qui sont renvoyés à Avranches,. Il se porte ensuite avec sa troupe à Poilley et lendemain, il prend par surprise la petite ville de Saint-James,.